# Campeonato Sudamericano de Voleibol Femenino de 2021
La edición XXXIV del Campeonato Sudamericano de Voleibol Femenino se realizó en Barrancabermeja, Colombia, del 15 al 19 de septiembre de 2021.
Participaron cinco selecciones nacionales sudamericanas: Brasil, Argentina, Colombia, Chile y Perú. 
El campeón y el subcampeón clasificaron al Campeonato Mundial de Voleibol de 2022.

## Equipos participantes
El torneo contó con la participación de 5 selecciones.
- Argentina
- Brasil
- Chile
- Colombia  (Anfitrión)
- Perú

## Resultados
– Clasificado al Campeonato Mundial de Voleibol Femenino de 2022. 
|      |           | Partidos | Partidos | Partidos |      | Sets | Sets | Sets   | Puntos | Puntos | Puntos |
| Pos. | Equipo    | PJ       | PG       | PP       | Pts. | SG   | SP   | Ratio  | PG     | PP     | Ratio  |
| ---- | --------- | -------- | -------- | -------- | ---- | ---- | ---- | ------ | ------ | ------ | ------ |
| 1    | Brasil    | 4        | 3        | 1        | 9    | 10   | 4    | 2.5000 | 339    | 269    | 1.2602 |
| 2    | Colombia  | 4        | 3        | 1        | 9    | 10   | 5    | 2.0000 | 354    | 323    | 1.0959 |
| 3    | Argentina | 4        | 2        | 2        | 6    | 8    | 6    | 1.3333 | 235    | 238    | 0.9837 |
| 4    | Perú      | 4        | 2        | 2        | 6    | 6    | 7    | 0.8571 | 284    | 274    | 1.0364 |
| 5    | Chile     | 4        | 0        | 4        | 0    | 0    | 12   | 0.0000 | 201    | 300    | 0.700  |

| Fecha            | Hora  | Equipo 1  | Res.  | Equipo 2  | Set 1 | Set 2 | Set 3 | Set 4  | Set 5 | Total  | Reporte   |
| ---------------- | ----- | --------- | ----- | --------- | ----- | ----- | ----- | ------ | ----- | ------ | --------- |
| 15 de septiembre | 17:30 | Brasil    | 3 – 0 | Perú      | 25-17 | 25-23 | 25-18 |        |       | 75–58  | Reporte   |
| 15 de septiembre | 20:00 | Chile     | 0 – 3 | Colombia  | 20-25 | 13-25 | 12-25 |        |       | 45–75  | Reporte   |
| 16 de septiembre | 17:30 | Brasil    | 3 – 1 | Argentina | 23-25 | 25-13 | 25-14 | 25-16  |       | 98–68  | [Reporte] |
| 16 de septiembre | 20:00 | Perú      | 3 – 1 | Colombia  | 25-22 | 19-25 | 25-21 | 25-20  |       | 94–88  | [Reporte] |
| 17 de septiembre | 17:30 | Brasil    | 3 – 0 | Chile     | 25-11 | 25-19 | 25-14 |        |       | 75–44  | [Reporte] |
| 17 de septiembre | 20:00 | Perú      | 0 - 3 | Argentina | 18-25 | 17-25 | 22-25 |        |       | 57-75  | [Reporte] |
| 18 de septiembre | 17:00 | Chile     | 0 - 3 | Perú      | 20-25 | 16-25 | 20-25 |        |       | 56-75  | [Reporte] |
| 18 de septiembre | 19:30 | Argentina | 1 – 3 | Colombia  | 20-25 | 25-15 | 25-27 | 23-25  |       | 93–92  | [Reporte] |
| 19 de septiembre | 17:30 | Argentina | 3 – 0 | Chile     | 25-19 | 25-5  | 25–22 |        |       | 75-46  | [Reporte] |
| 19 de septiembre | 20:00 | Brasil    | 1 – 3 | Colombia  | 19-25 | 23-25 | 26-24 | 23- 25 |       | 91 -99 | [Reporte] |

## Clasificación general
| Pos.              | Equipo    |
| ----------------- | --------- |
| Medalla de oro    | Brasil    |
| Medalla de plata  | Colombia  |
| Medalla de bronce | Argentina |
| 4                 | Perú      |
| 5                 | Chile     |

| Campeón Brasil 22° título |

## Distinciones individuales
Al culminar la competición la organización del torneo entregó los siguientes premios individuales:
- Jugadora más valiosa (MVP):  Gabriela Guimarães "Gabi"
- Mejor Opuesta:  Ana Cristina de Souza
- Mejor Central:  Ana Carolina da Silva
- 2ª Mejor Central:  Yeisy Soto
- Mejor Armadora:  María Alejandra
- Mejor Puntera:  Daniela Bulaich
- 2ª Mejor Puntera:  Amanda Coneo
- Mejor Líbero:  Tatiana Rizzo

## Clasificadas alCampeonato Mundial de Voleibol Femenino 2022
| Bandera de Brasil | Bandera de Colombia |
| Brasil            | Colombia            |